# 扁平华蜗牛
扁平华蜗牛（学名：Cathaica placenta）为巴蜗牛科华蜗牛属的动物，是中国的特有物种。分布于新疆等地，生活环境为陆地，多见于河谷地区潮湿的草丛中、农田埂附近及路边杂草灌木丛以及石块下。